# أليخاندرو كوفاروباياس
أليخاندرو كوفاروباياس (بالإنجليزية: Alejandro Covarrubias)‏ (17 سبتمبر 1991 بكوداهي في الولايات المتحدة - ) هو لاعب كرة قدم أمريكي في مركز الوسط. شارك مع منتخب الولايات المتحدة تحت 18 سنة لكرة القدم. أما مع النوادي، فقد لعب مع لوس انجلوس غالاكسي 2.

## وصلات خارجية
- أليخاندرو كوفاروباياس على موقع قاعدة بيانات كرة القدم.إي يو (الإنجليزية)